# Sipos Gábor (történész)
Sipos Gábor (írói álneve: Tanka Endre; Szignója: S-R.) (Érszodoró, 1951. október 30. –) erdélyi magyar történész, levéltáros, egyetemi oktató, a Magyar Tudományos Akadémia külső tagja.

## Életútja
A krasznai középiskolában érettségizett (1970), a kolozsvári Babeș–Bolyai Tudományegyetemen szerzett történelem szakos tanári oklevelet (1974). A történettudományok doktora címet a Szegedi Tudományegyetemen nyerte el (1998). Pályáját a noszolyi Általános Iskola történelemtanáraként kezdte (1974–77). 1977 óta Kolozsvárt, az Erdélyi református egyházkerület Gyűjtőlevéltárának levéltárosa, 1998-tól egyidejűleg a BBTE középkortörténeti tanszékének adjunktusa, illetve docense, az EME főtitkára, 2004-től alelnöke, 2010-től elnöke, az Erdélyi Tudományos Füzetek sorozat szerkesztője. 2016-ban a Magyar Tudományos Akadémia külső tagjává választották.

## Munkássága
Első írását (Jakó Zsigmond Írás, könyv, értelmiség c. könyvének ismertetését) a Református Szemle közölte (1979/1), majd a Keresztény Magvető, Korunk, Művelődés, Acta Musei Napocensis, Acta Musei Porolissensis, 1989 után az Aetas, Confessio, Colloquia, Embernevelés, Erdélyi Múzeum, Limes oldalain is jelentkezett az erdélyi magyar művelődéstörténet körébe tartozó tanulmányokkal. A Művelődéstörténeti tanulmányok köteteiben (Bukarest, 1979 és 1980) a kolozsmonostori konvent hiteleshelyi működéséről, illetve a marosszéki népoktatás közép- és újkori történetéről értekezett. Könyvtörténeti kutatásai során végigkísérte Misztótfalusi Kis Miklós betűhagyatékának sorsát (Magyar Könyvszemle, 1987), valamint a kolozsvári Református Kollégium könyvtárának kialakulását (1991).
Munkásságának egyéni arculatát református egyháztörténeti kutatásai adják. Ilyen tárgyú résztanulmányok után (Bethlen Miklós és a református egyház. Erdélyi Múzeum, 1993/1–2; A reformáció továbbélése a hátszegi románok között. In: Europa Balcanica-Danubiana-Carpatica. Budapest, 1995; A krasznai presbitérium születése. In: Emlékkönyv Imreh István születésének 80. évfordulójára. Kolozsvár, 1999) készült el doktori disszertációként benyújtott értekezése az Erdélyi Református Főkonzisztórium kialakulásáról. A munkahelyéül szolgáló levéltár, továbbá budapesti és bécsi archívumok vonatkozó anyagából merítő tanulmány az erdélyi egyházi intézménytörténeti kutatások több évtizedes kényszerű szünetelése után az úttörés szerepére vállalkozott. Az újra felvett fonalat folytatja az erdélyi református zsinatok végzéseit őrző Bod Péter-mű kiadása, illetve a 18. század végi zsinati határozatokat tartalmazó két forráskiadványa. Mindhárom kötet az egyháztörténet művelőinek kezébe adott hasznos segédkönyv, akárcsak a kolozsvári gyűjtőlevéltár rövid történetét bemutató dolgozata (Korunk, 2001/9), illetve a megőrzésében lévő kútfőket ismertető leltár (Kolozsvár, 2002).

## Kiadványai (válogatás)

### Kötetei
- A Kolozsvári Református Kollégium könyvtára a XVII. században. (Szeged, 1991);
- Az Erdélyi Református Főkonzisztórium kialakulása 1668–1713 (1736) (Kolozsvár, 2000);
- Az Erdélyi Református Egyházkerület Központi Gyűjtőlevéltárának ismertető leltára (összeállította Dáné Veronkával, Kolozsvár, 2002)
- Reformata Transylvanica. Tanulmányok az erdélyi református egyház 16.-18. századi történetéhez; Erdélyi Múzeum-Egyesület, Kolozsvár, 2012

### Tanulmányai gyűjteményes kötetekben
- A krasznai kókuszdiópohár (in: Hűség és szolgálat. Kolozsvár, 1987);
- Szőnyi Nagy István Apológiája (in: Művelődési törekvések a korai újkorban. Szeged, 1997); *Calvinismul la românii din Ţara Haţegului la începutul sec. al XVIII-lea (in: Nobilimea românească din Transilvania. Szatmárnémeti 1997);
- Die ungarischen protestantischen Kirchen Siebenbürgens zur Zeit von Stephan Bathory (in: Medievalia Transilvanica. 1998);
- Les calvinistes de Kolozsvar au début du XVII-e siècle (in: György Enyedi and Central-European Unitarism. Budapest, 2000);
- Adatok Keresztes Máté püspök életéhez (in: Cselekvő hit. Kolozsvár, 2000);
- Református eljegyzések, házasságok és válások az erdélyi traktusok jegyzőkönyveiben (in: Álom, ámor és mámor. A szerelem a régi magyar irodalomban. Budapest, 2002);
- Az erdélyi református egyháztörténetírás 1990–2001 (in: Tizenkét év. I. Kolozsvár, 2002);
- A Teleki Téka és a Református Főkonzisztórium (in: Emlékkönyv a Teleki Téka alapításának 200. évfordulójára. Marosvásárhely, 2002);
- Az erdélyi református egyház Bocskai István korában (in: Tanulmányok a Bocskai-felkelés történetéhez. Budapest, 2004);
- László Dezső és Markos András, a kolozsvári Református Gyűjtőlevéltár megteremtői (in: Magyar levéltáros életpályák a XIX–XX. században. Budapest, 2004).
- László Dezső emlékezete. 1904–2004. c. kötetben (Kolozsvár, 2004) tanulmányt közölt az általa vezetett levéltár szakszerű feldolgozását végző elődjéről s bemutatta László Dezsőnek a levéltárban őrzött hagyatékát.

### Szövegkiadásai
- Bod Péter: Erdélyi református zsinatok végzései 1606–1762 (bev. tanulmány Buzogány Dezsővel. Kolozsvár, 1999);
- Bullinger Henrik: Második Helvét Hitvallás (fordítás Buzogány Dezsővel és Juhász Tamással, Kolozsvár, 1999);
- Erdélyi református zsinatok iratai. III–IV. 1771–1789, 1790–1800 (sajtó alá rendezte Buzogány Dezsővel és másokkal, Kolozsvár, 2001).

### Szerkesztései
- Művelődéstörténeti tanulmányok (társszerk. Csetri Elek és mások, Bukarest, 1980);
- Debreczeni László: Száz rajz (Debreczeni László: Erdély református műemléktemplomai) (előszavával, Kolozsvár, 1995);
- Emlékkönyv Jakó Zsigmond születésének nyolcvanadik évfordulójára (társszerk. Kovács András és Tonk Sándor, Kolozsvár, 1996);
- Csernák Béla: A református egyház Nagyváradon, 1660–1885 (Nagyvárad, 1997);
- Kolozsvár 1000 éve (társszerk. Dáné Tibor Kálmán és mások, Nagyvárad, 2001);
- Debreczeni Márton emlékezete. Benkő Samu, Debreczeni-Droppán Béla, Egyed Ákos, gr. Mikó Imre, T. Szabó Levente írásai és Debreczeni Márton kiadatlan versei; szerk. Sipos Gábor; Erdélyi Múzeum-Egyesület, Kolozsvár, 2003 (Erdélyi tudományos füzetek)
- Emlékkönyv Csetri Elek születésének nyolcvanadik évfordulójára (Pál Judittal, Kolozsvár, 2004); *Kraszna. Helyismereti tanulmányok (Kraszna, 2005)
- A kolozsvári Akadémiai Könyvtár Régi Magyar Könyvtár-gyűjteményeinek katalógusa; szerk., bev. Sipos Gábor; Biblioteca Filialei Cluj-Napoca a Academiei Romane–Scientia, Kolozsvár, 2004 (Sapientia könyvek)
- Kraszna. Helyismereti tanulmányok; Sipos Gábor szerk.; Cserey Farkas Társaság, Kraszna, 2005
- A Kolozsvári Református Bethlen Gábor Földész Dalkör 120 éve; összeáll. Sipos Gábor; s.n., Kolozsvár, 2006
- Erdély reneszánsza. A 2008. október 8-11. között tartott konferencia előadásai, 1-2.; szerk. Gábor Csilla, Luffy Katalin, Sipos Gábor; Erdélyi Magyar Közművelődési Egyesület, Kolozsvár, 2009
- "...éltünk mi sokáig két hazában...". Tanulmányok a 90 éves Kiss András tiszteletére; szerk. Dáné Veronka, Oborni Teréz, Sipos Gábor; Debreceni Egyetemi, Debrecen, 2012 (Speculum historiae Debreceniense)
- Gondolatok a hungarológiáról. Előadások a VII. Nemzetközi Hungarológiai Kongresszuson. Kolozsvár, 2011. augusztus 22–27.; szerk. Monok István, Nyerges Judit, Sipos Gábor; Nemzetközi Magyarságtudományi Társaság, Bp., 2012
- Testimonio litterarum. Tanulmányok Jakó Zsigmond tiszteletére; szerk. Dáné Veronika, Lupescuné Makó Mária, Sipos Gábor szerk.; Erdélyi Múzeum-Egyesület, Kolozsvár, 2016